# Renata Knapik-Miazga
Renata Knapik-Miazga (nacida como Renata Knapik, Tarnów, 15 de julio de 1988) es una deportista polaca que compite en esgrima, especialista en la modalidad de espada.
Participó en dos Juegos Olímpicos de Verano, obteniendo una medalla de bronce en París 2024, en la prueba por equipos (junto con Aleksandra Jarecka, Martyna Swatowska-Wenglarczyk y Alicja Klasik) y el sexto lugar en Tokio 2020, en la misma prueba.
Ganó tres medallas en el Campeonato Mundial de Esgrima entre los años 2017 y 2023, y cinco medallas en el Campeonato Europeo de Esgrima entre los años 2009 y 2019.

## Palmarés internacional
| Juegos Olímpicos   | Juegos Olímpicos      | Juegos Olímpicos  | Juegos Olímpicos   |
| Año                | Lugar                 | Medalla           | Prueba             |
| ------------------ | --------------------- | ----------------- | ------------------ |
| 2024               | París (Francia)       | Medalla de bronce | Espada por equipos |
| Campeonato Mundial |                       |                   |                    |
| Año                | Lugar                 | Medalla           | Prueba             |
| 2017               | Leipzig (Alemania)    | Medalla de bronce | Espada por equipos |
| 2022               | El Cairo (Egipto)     | Medalla de bronce | Espada por equipos |
| 2023               | Milán (Italia)        | Medalla de oro    | Espada por equipos |
| Campeonato Europeo |                       |                   |                    |
| Año                | Lugar                 | Medalla           | Prueba             |
| 2009               | Plovdiv (Bulgaria)    | Medalla de plata  | Espada por equipos |
| 2013               | Zagreb (Croacia)      | Medalla de bronce | Espada individual  |
| 2016               | Toruń (Polonia)       | Medalla de bronce | Espada individual  |
| 2018               | Novi Sad (Serbia)     | Medalla de plata  | Espada por equipos |
| 2019               | Düsseldorf (Alemania) | Medalla de oro    | Espada por equipos |